# Claude Aubriet

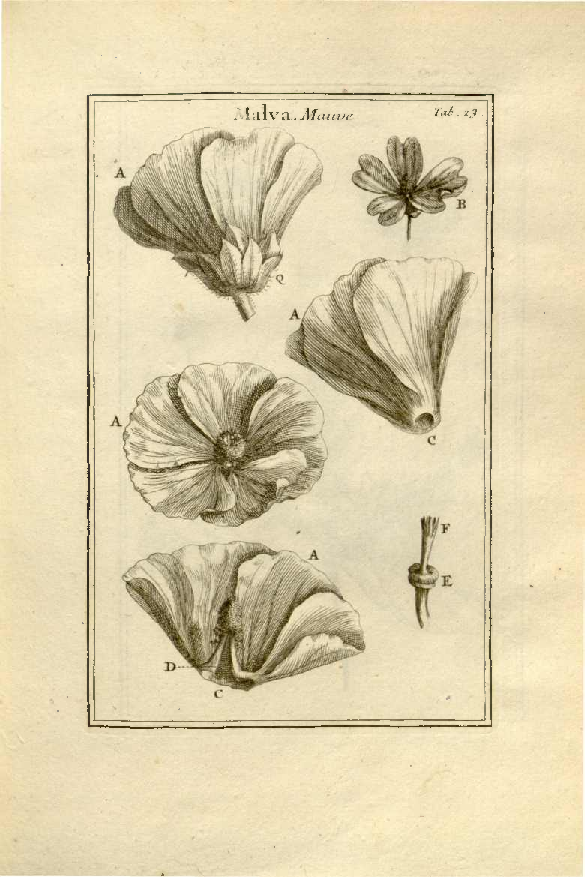
Una Malva, il·lustració per a les Institutiones de Tournefort

Claude Aubriet (cap a 1665 o 1651 – 3 de desembre de 1742) va ser un il·lustrador i artista botànic francès.

## Biografia

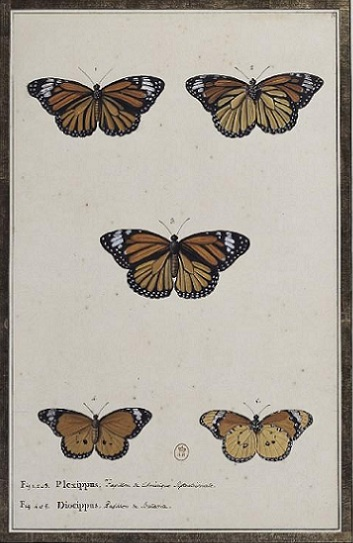
Dues papallones, per Claude Aubriet

Aubriet nasqué a Châlons-en-Champagne o a Moncetz.
Era il·lustrador botànic al Jardí Reial de les Plantes Medicinals de París. Allí Joseph Pitton de Tournefort (1656–1708) li va encarregar il·lustrar els seus Elemens de Botanique (1694). Entre 1700 i 1702 acompanyà Tournefort i Andreas von Gundelsheimer a la seva expedició botànica a l'Orient Mitjà. Allà va fer dibuixos de llocs històrics i de la flora de la regió. Quan tornà a París, Aubriet continuà el seu treball amb els botànics del Jardí Reial.
El 1707 Aubriet succeí Jean Joubert (1643–1707) com a pintor botànic reial. Es jubilà l'any 1735 i va ser succeït per Françoise Basseporte (1701–1780)
El botànic Michel Adanson va donar nom al gènere de plantes Aubrieta en el seu honor.

## Algunes obres
Aubriet il·lustrà dos llibres claus de la història de la botànica :
- (llatí) Joseph Pitton de Tournefort, Institutiones rei herbariae Vegeu per exemple el volum 2 de la 3a edició (amb addicions d'Antoine de Jussieu) de la Institutiones. Paris. Imprimerie Royale : 1719
- (llatí) Sébastien Vaillant, Botanicon Parisense, p. PA225, a Google Books. Leyde and Amsterdam. Jean & Herman Verbeek and Balthazar Lakeman : 1727.[2]

Altres col·leccions dels seus dibuixos inclouen:
- Recueil de plantes, fleurs, fruits, oiseaux, insectes et coquillages, etc. peint en miniature sur vélin (Collection of plants, flowers, fruits, birds, insects and shellfish, etc., painted in miniature on vellum)
- Papillons plantes et fleurs (Butterflies plants and flowers)
- Plantes peintes à la gouache (Plants painted in gouache)
- Recueil d'oiseaux (Collection of birds)
- Collection d'aquarelles, 7 p.[3]
- Plantes peintes en miniature.[4]